# Malcolm Wilson (rallyförare)
Malcolm Wilson, född 17 februari 1956, är en brittisk före detta rallyförare och chef för M-Sport. Han är stallchef för Ford och ledde stallet 2006 till världsmästerskap för konstruktörer i World Rally Championship.
Wilson grundade 1979 M-Sport som Malcolm Wilson Motorsport.

## Utmärkelser
- Officer av Brittiska imperieorden,  2009

[Redigera Wikidata]